# Nagardaha
Nagardaha (nep. नगरदाहा) – gaun wikas samiti w środkowej części Nepalu w strefie Narajani w dystrykcie Parsa. Według nepalskiego spisu powszechnego z 2001 roku liczył on 435 gospodarstw domowych i 2916 mieszkańców (1394 kobiet i 1522 mężczyzn).